# Eruca vesicaria
Eruca vesicaria là một loài thực vật có hoa trong họ Cải. Loài này được (L.) Cav. mô tả khoa học đầu tiên năm 1802.

## Chú thích

Eruca vesicaria - lá